# Anna Brigadere
Anna Brigadere, latvijska pisateljica, pesnica in dramatičarka, * 1. oktober 1861, Tērvete, Ruski imperij (zdaj Latvija), † 25. junij 1933, Tērvete.
V latvijski literarni zgodovini je obravnavana kot velika narodna književnica, simbolična mati latvijske književnosti. Njene literarne junakinje so tradicionalne krščanske ženske, ki skozi trpljenje in žrtvovanje izpolnijo svojo družbeno vlogo.

## Življenje in delo
Rodila se je v skromni kmečki družini na latvijskem podeželju. Ustvarjati je začela konec 19. stoletja in svojo prvo zgodbo objavila leta 1896, nato pa se je povsem posvetila pisanju. Njen prvi roman Vecā Karlīne je izšel naslednje leto, nato pa je ustvarila še svojo prvo in najbolj znano dramo Sprīdītis za Jēkabsa Dubursa iz Latvijskega gledališča v Rigi. Prvič je bila uprizorjena v njegovi režiji leta 1903.
Kasneje je med drugim delala kot učiteljica v dekliški nižji gimnaziji in kritičarka za prilogo Skaidiena časopisa Latvija. Med prvo svetovno vojno je prebegnila v Moskvo, kjer je nastala njena pesem »Spēka dēls«. Leta 1917 se je vrnila v domovino.
V zadnjih letih življenja je napisala več kratkih zgodb, od leta 1926 pa se je posvečala predvsem svoji avtobiografski trilogiji Dievs, daba, darbs (»Bog, narava, delo«; 1926), Skarbos Vējos (»V času divjih vetrov«; 1930) in Akmeņu sprostā (»Kamnita past«; 1933), ki velja za njeno največje delo. Že za časa življenja je s svojim ustvarjanjem uspela in je ustanovila tudi literarno nagrado za delo, ki najbolje idealizira Latvijce. Sama se ni nikoli poročila ali imela otrok.

## Priznanja in zapuščina
Leta 1926 je bila odlikovana z latvijskim redom treh zvezd (3. razred). Nagrado Anne Brigadere so leta 1986 obudili in se še vedno podeljuje za posebne dosežke v latvijski književnosti. Njena domačija Sprīdīši je spremenjena v spominski muzej.